# Christian Heyden (Architekt)
Christian Heyden (getauft am 14. August 1803 in Freckhausen, heute Reichshof; † 4. November 1869 in Barmen (Unterbarmen), heute Stadtteil von Wuppertal) war ein deutscher Architekt.

## Leben
Christian Heyden ist der Sohn eines Baumeisters Johann Christian Heyden d. Ä. aus Freckhausen. Sein Bruder Friedrich Wilhelm Heyden war Mitte des 19. Jahrhunderts Stadtbaumeister in Krefeld; schon 1832 wird er im Zusammenhang mit Adolph von Vagedes beim Bau der Herbertzhäuser in Uerdingen genannt. Die Brüder waren mit den Schwestern Ida (Christian, 1833) und Friederike von Vagedes, Töchtern des Düsseldorfer Baumeisters Adolph von Vagedes, verheiratet, und somit seine Schwiegersöhne. 1836 erbaute er sich an der Barmer Schulstraße ein eigenes Haus.
Heyden wurde 1843 Vorstandsmitglied der Barmer Sektion des Kölner Dombauvereins. 1863 wurde er mit dem preußischen Roten Adler-Orden IV. Klasse ausgezeichnet. Er war Mitglied der Elberfelder Freimaurerloge Hermann zum Lande der Berge.

## Ausbildung und Umfeld
Vermutlich arbeiteten beide Heyden-Brüder eine Weile in von Vagedes’ Atelier und als Bauleiter bei dessen Bauten. Christian Heyden besuchte auch die Berliner Bauakademie, legte 1841 bei von Vagedes die Prüfung zum Privatbaumeister ab und erlangte so Genehmigung zur Errichtung öffentlicher Bauten.
Als Vorstandsmitglied des Barmer Lokalvereins des Kölner Dombauvereins hatte er sehr wahrscheinlich Kontakt zu Ernst Friedrich Zwirner, Vincenz Statz und anderen Vertretern der Neugotik.

## Architektonisches Wirken
Es ist anzunehmen, dass Heyden als Bauleiter seines Schwiegervaters nach Barmen kam. Christian Heyden legte 1825 einen eigenen Entwurf zur Unterbarmer Hauptkirche vor, realisiert wurde aber er Plan des Weinbrenner-Schülers Heinrich Hübsch. Er bekam jedoch die Bauausführung übertragen. Ab 1834 errichtete er gewerbliche Bauten und wurde zum führenden Baumeister der Wupperregion. Er verwendet bei den Industriebauten meist Bruchstein, seltener Ziegel. Die sehr klaren Bauten zeichnen sich durch sorgfältig entworfenen Architekturdetails aus. Kennzeichnend, wenn auch nicht durchgängig verwendet sind seine Treppengiebel. Auch für das technische Innenleben der Fabriken entwickelte er Ideen, wie sein Patent für eine Kämm-Maschine zeigt. Um 1845 bezeichnete er sich als „Priv. Baumeister für den Land u. Maschinenbau u. Techn. Dirigenten u. Ingenieur d. Barmer GasAnstalt“. Von 1850 bis 1853 war er Barmer Stadtbaumeister. Für die Fabrikherren baute er auch repräsentative Stadthäuser, Villen und Landsitze.
Seit einigen Jahren wird Heyden eine herausragende Rolle bei der Verbreitung der Neugotik in Westfalen zugeschrieben. Wie sein Leben liegt auch sein Gesamtwerk zum größeren Teil im Dunklen. Sein bekanntester, langjähriger Mitarbeiter und Bauleiter ist Gerhard August Fischer, der unter anderem die Bauten Heydens in Gütersloh sowie die Wichlinghauser Kirche betreute. Außerdem arbeitete Heyden häufig mit der Bauunternehmerfamilie Schmidt zusammen, die ebenfalls aus Freckhausen stammte.
Nur für einzelne sakrale und profane Bauwerke steht Heydens Urheberschaft unbestritten fest. So für die Martin-Luther-Kirche in Gütersloh, die Große Kirche in Aplerbeck zu Dortmund, die Wichlinghauser Kirche (bei Barmen, heute Wuppertal), die evangelische Kirche in Haßlinghausen (bei Sprockhövel), die Christuskirche in Königswinter, den Turm der Süsterkirche in Bielefeld (1861), die evangelische Kirche in Radevormwald und die evangelische Christuskirche in Werdohl.
In Gütersloh sind neben der Martin-Luther-Kirche das ehemalige Rathaus (abgerissen 1971), das Evangelische Krankenhaus (abgerissen 1968), das Vereinshaus „Erholung“ (abgerissen) sowie Avenstroths Mühle (unter Denkmalschutz) als Heydens Werke gesichert.
Im Bergischen Land geht auf Christian Heyden die Villa Braunswerth (1855) in Engelskirchen für die Barmer Fabrikantenfamilie Engels zurück. Weitere Villen entwarf Heyden für Lenneper und Langenberger Fabrikantenfamilien. Auch die Urheberschaft Christian Heydens für die Textilfabrik Wülfing in Dahlerau (nach Brand zwischen 1836 und 1845, vermutlich 1838) ist gesichert. Entwürfe für weitere Fabrikbauten im oberen Wupper-Tal stammen ebenfalls von Heyden.
Außerdem war Heyden am Bau von Gasanstalten beteiligt. Er nannte sich um 1845 „Techn. Dirigent u. Ingenieur d. Barmer GasAnstalt“, als er Pläne für eine Gasanstalt in Barmen vorlegte. Auch für die Gasanstalt in Gütersloh legte er einen Plan vor. Im Jahre 1865/66 war er an der Gasanstalt in Dorsten beteiligt. Heydens Sohn folgte ihm als Ingenieur.

## Nachruhm in Gütersloh
2003 widmete ihm das Stadtmuseum Gütersloh eine Ausstellung mit dem Titel „Die Heyden-Arbeit“. Im Oktober 2006 wurde in Gütersloh erstmals der undotierte Christian-Heyden-Preis verliehen, der 2003 von Axel Hinrich Murken gestiftet wurde. Die Medaille aus Bronzeguss ist Personen und Initiativen gewidmet, die sich in besonderem Maße um die Baukultur in Gütersloh verdient gemacht haben. Außerdem trägt ein Fußweg entlang der Martin-Luther-Kirche in Gütersloh seit einigen Jahren seinen Namen.

## Werke (chronologisch nach Datum der Fertigstellung)
- 1837 Klaswipper: Ev. Kirche (nach dem Entwurf der Normalkirche Schinkels)
- 1838 Dahlerau b. Radevormwald: Textilfabrik Wülfing
- 1842 Elberfeld: Haus Daniel von der Heydt (Zuschreibung)
- 1842 Langenberg (Rheinland): Villa „Neuborn“
- 1843 Elberfeld: Stadttheater „Musentempel“
- 1845, um, Barmen: Pläne für eine Gasanstalt
- 1846 Elberfeld: Brauerei und Schankwirtschaft Küpper (Zuschreibung)
- 1847 Leverkusen: Reuschenberger Mühle (Zuschreibung)
- 1848 Lindlar: Schloss Heiligenhoven (Umbau und Vorburg)
- 1849 (?) Elberfeld: Palais Meckel (Zuschreibung)
- 1854 Haßlinghausen: Haßlinghausener Kirche
- 1855 Engelskirchen: Villa Braunswerth
- 1857 Elberfeld: Gasthof Böhler Hof (Zuschreibung)
- 1857 Gütersloh-Sundern: „Avenstroths Mühle“[12]
- 1861 Bielefeld: Süsterkirche, Glockenturm
- 1861 Gütersloh: Martin-Luther-Kirche
- 1862 Gütersloh: Ev. Krankenhaus[13]  (Barthsche Stiftung, abgebrochen 1969)
- 1862 Gütersloh: Gasanstalt (Entwurf)
- 1862 Gennebreck: Evangelische Kirche
- 1863 Gütersloh: Vereinshaus „Erholung“[14]
- 1864 Gütersloh: Rathaus (abgebrochen 1970)
- 1864 Königswinter: Christuskirche
- 1864  Menden (Sauerland): Heilig-Geist-Kirche
- 1866 Dorsten: Gasanstalt (?)
- 1867 Sprockhövel-Haßlinghausen: Evangelische Kirche
- 1867 Barmen: Wichlinghauser Kirche
- 1868 Werdohl: Christuskirche
- 1869 Dortmund-Aplerbeck: Große Kirche
- Radevormwald: Ev. Kirche (Martinikirche?)

## Bilder

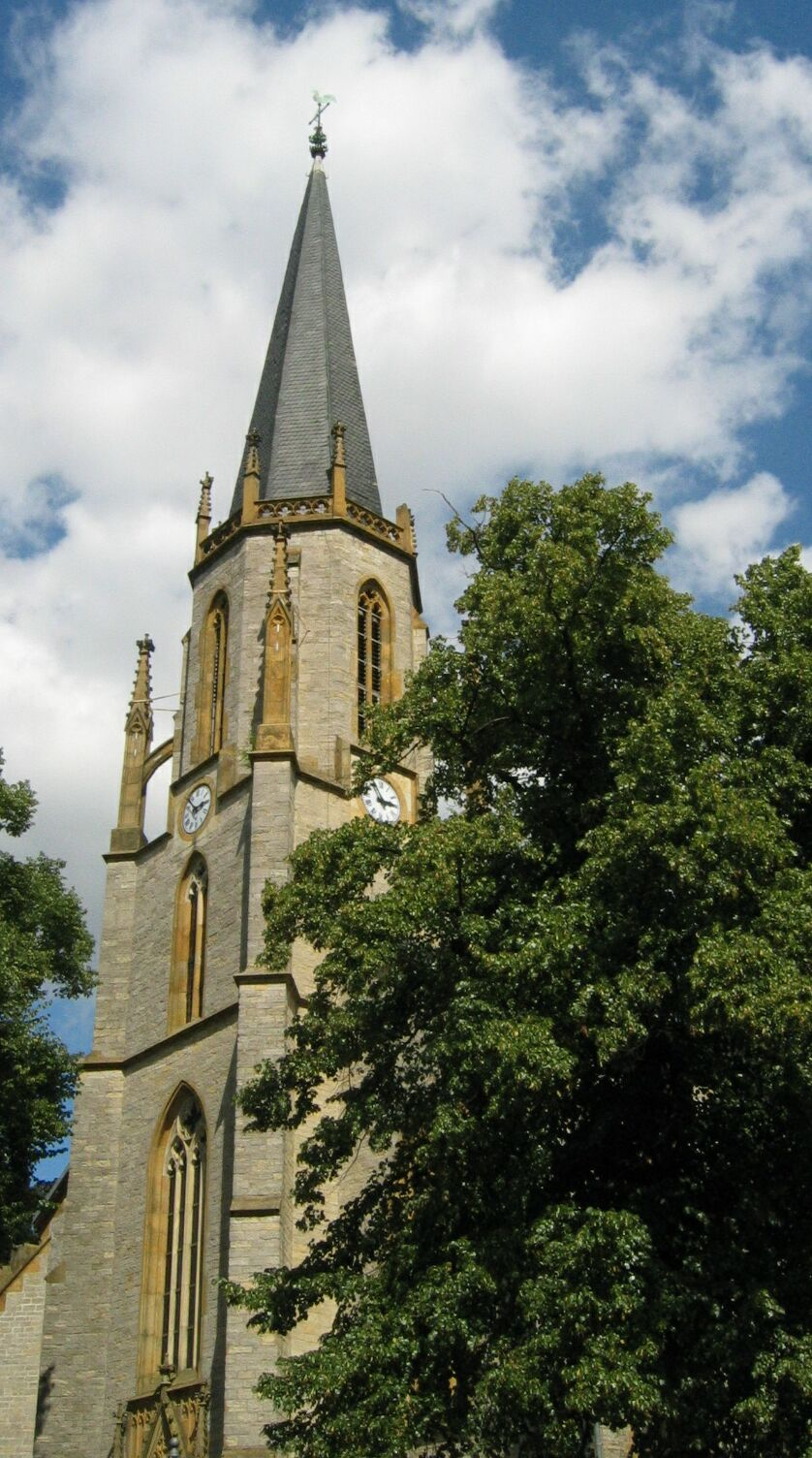
Martin-Luther-Kirche in Gütersloh, 1861
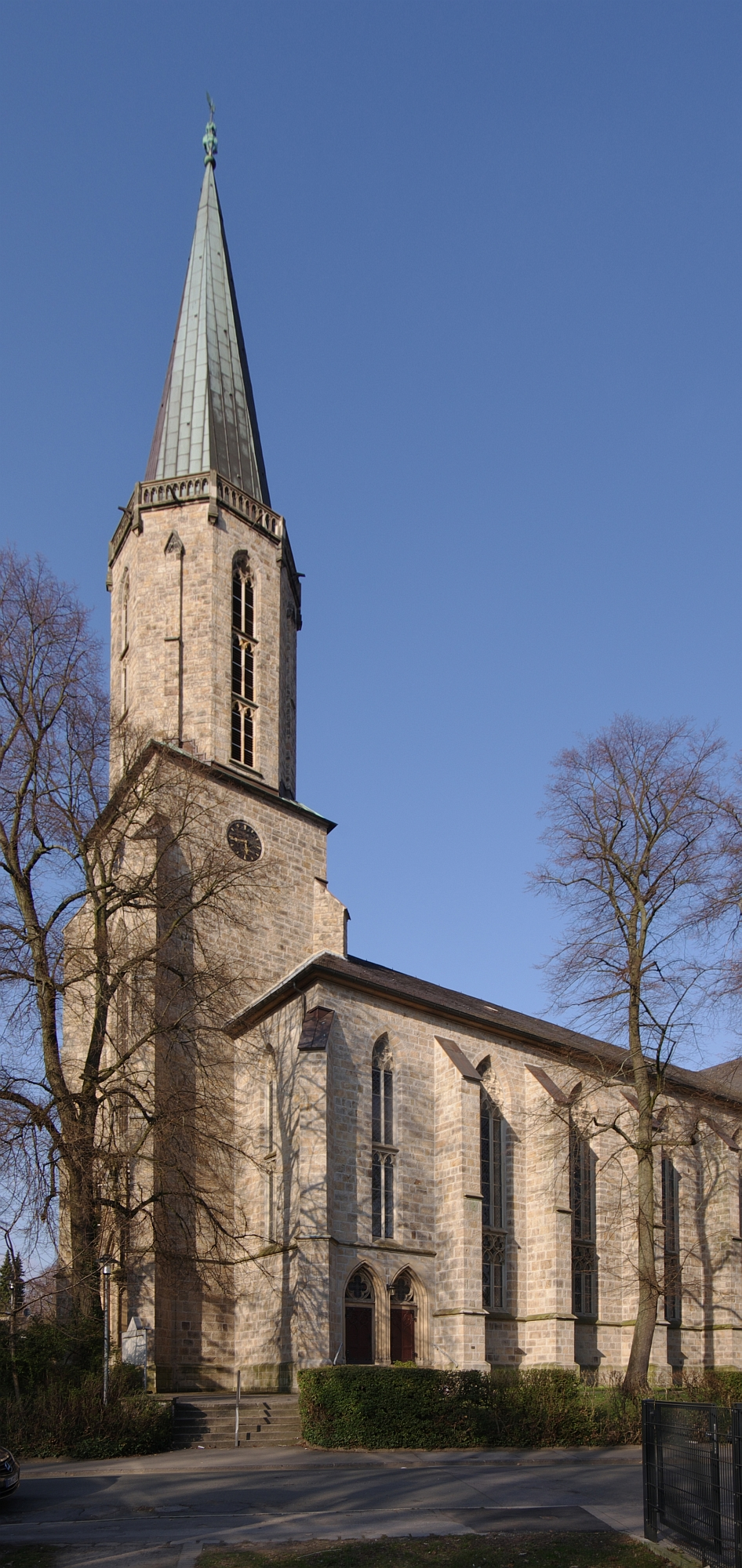
Große Kirche Aplerbeck, 1867–1869
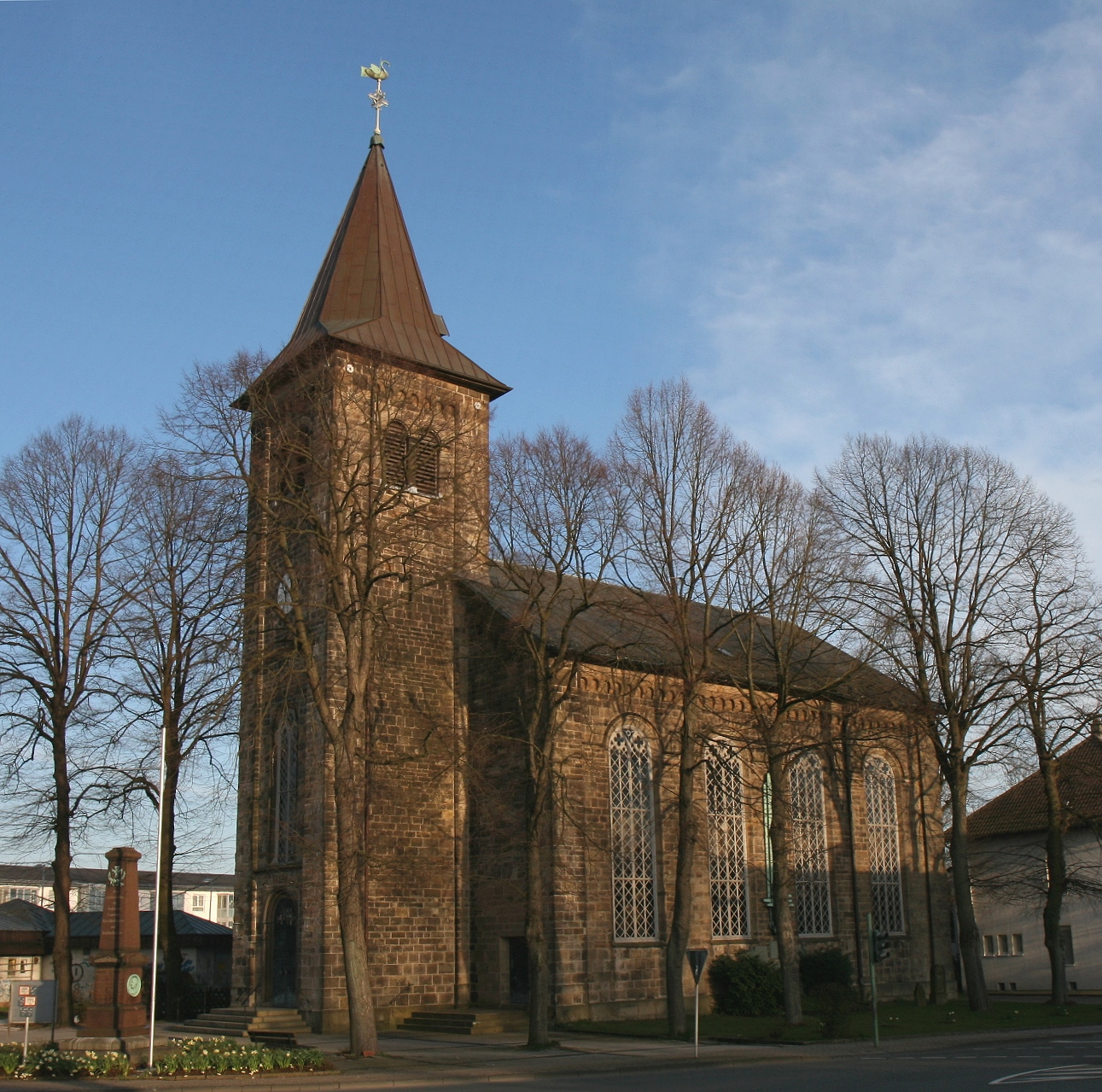
Haßlinghausener Kirche, 1853–1854
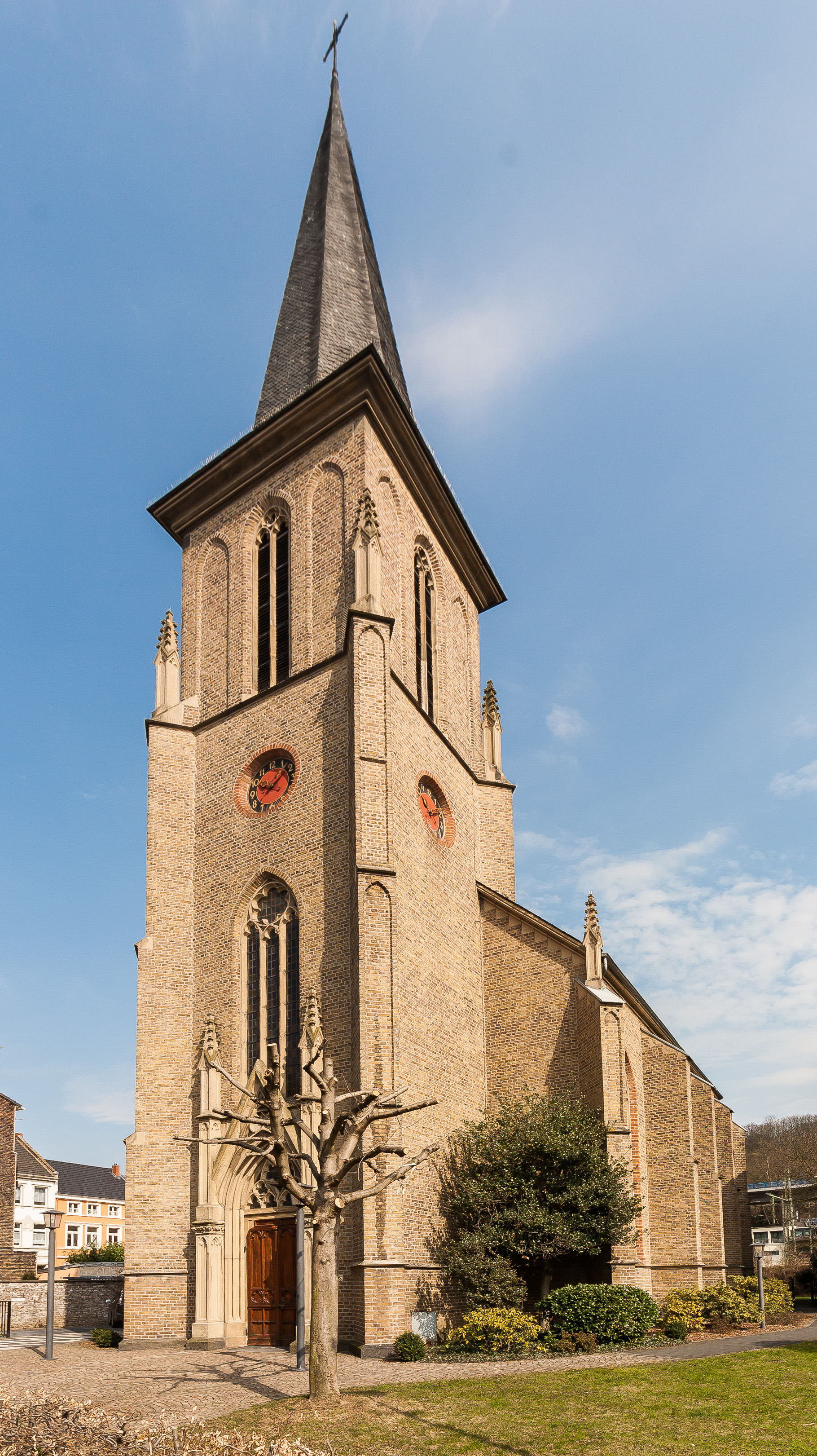
Christuskirche Königswinter, 1863–1864
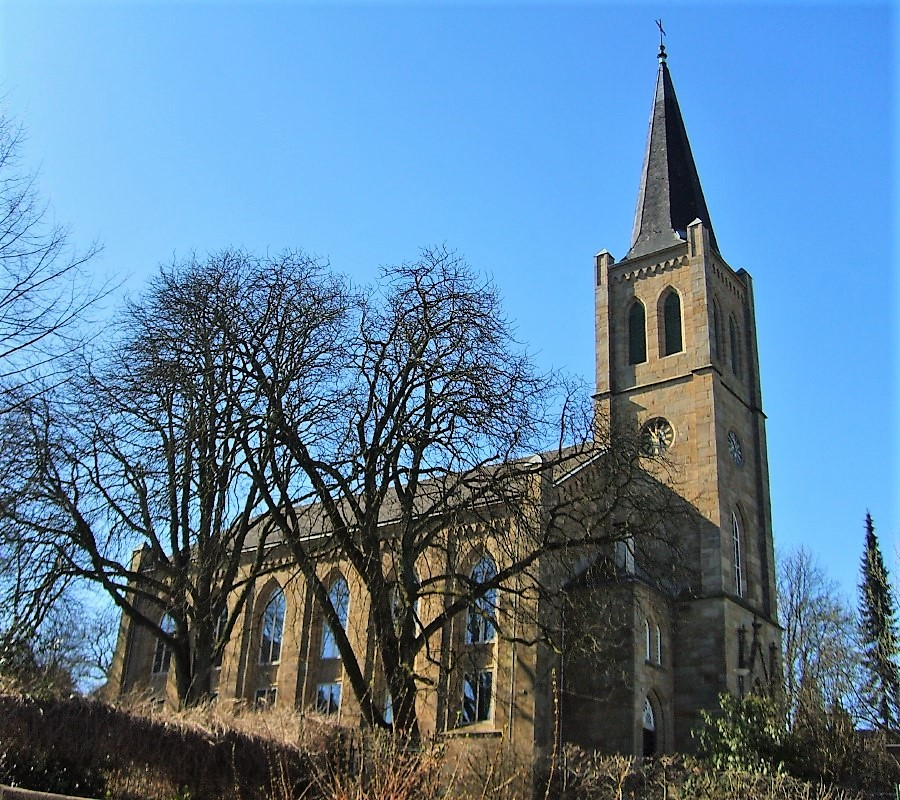
Wichlinghauser Kirche in Wuppertal, 1867
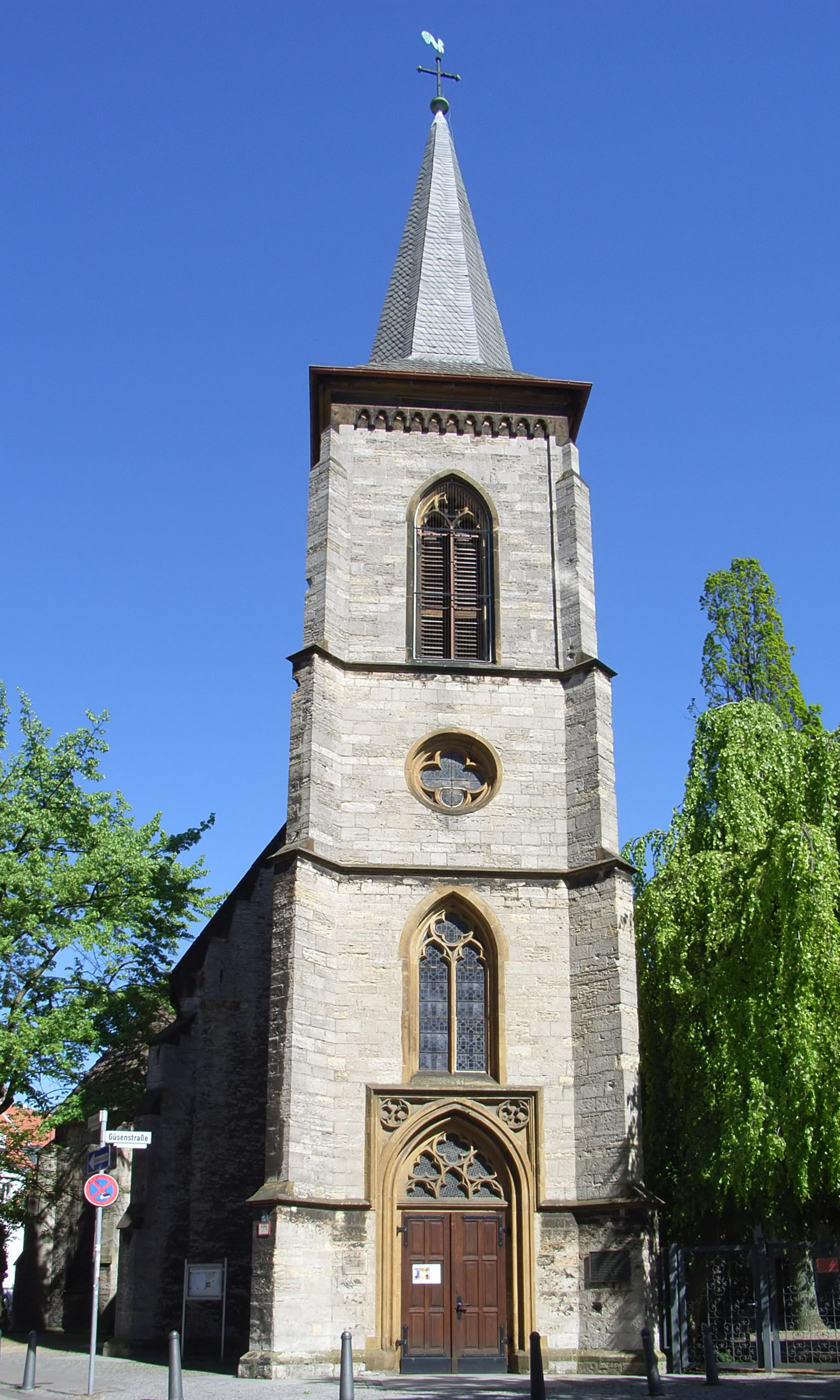
Süsterkirche in Bielefeld, (Glockenturm von Christian Heyden, 1861)
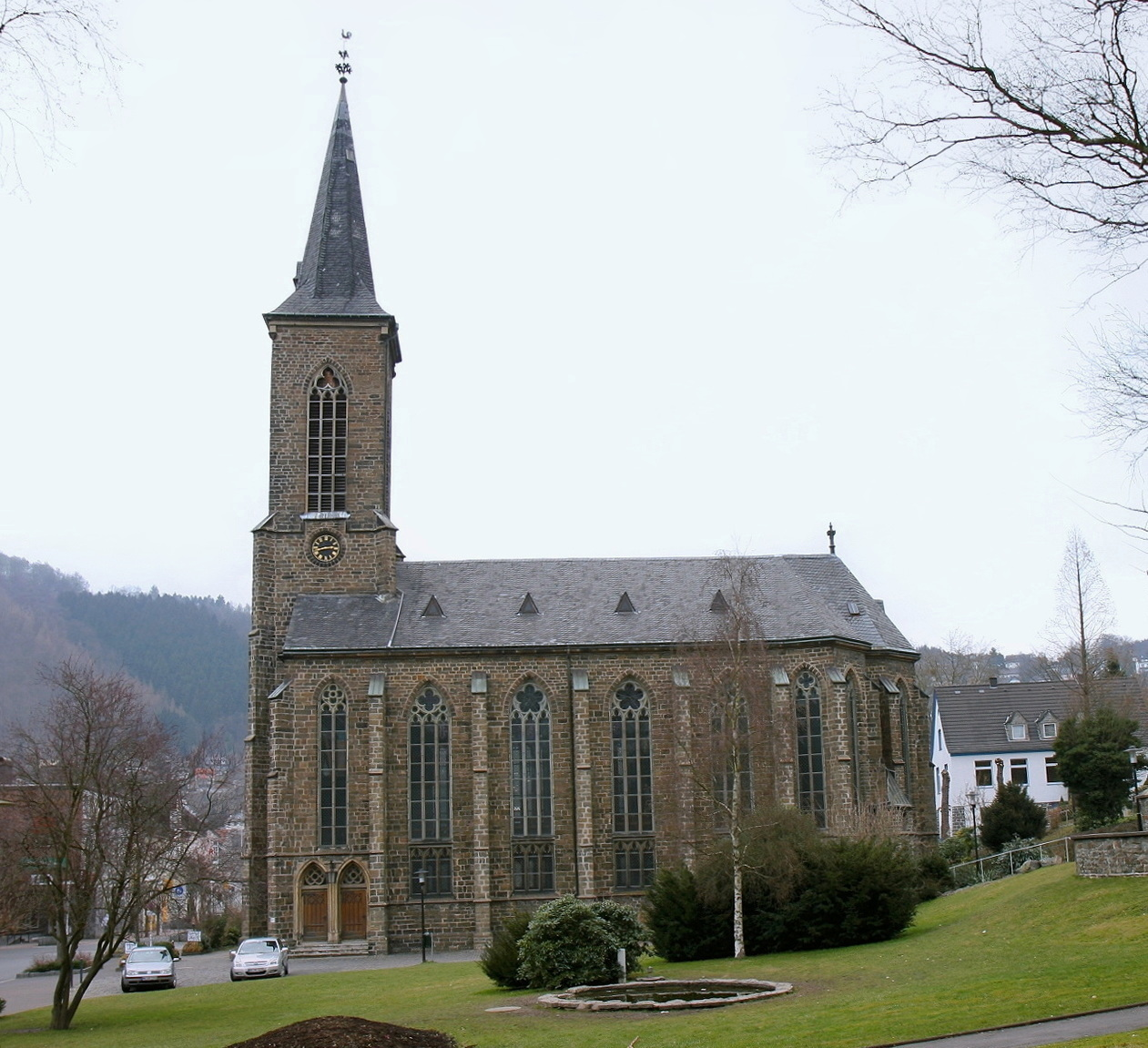
Christuskirche in Werdohl, 1866–1868
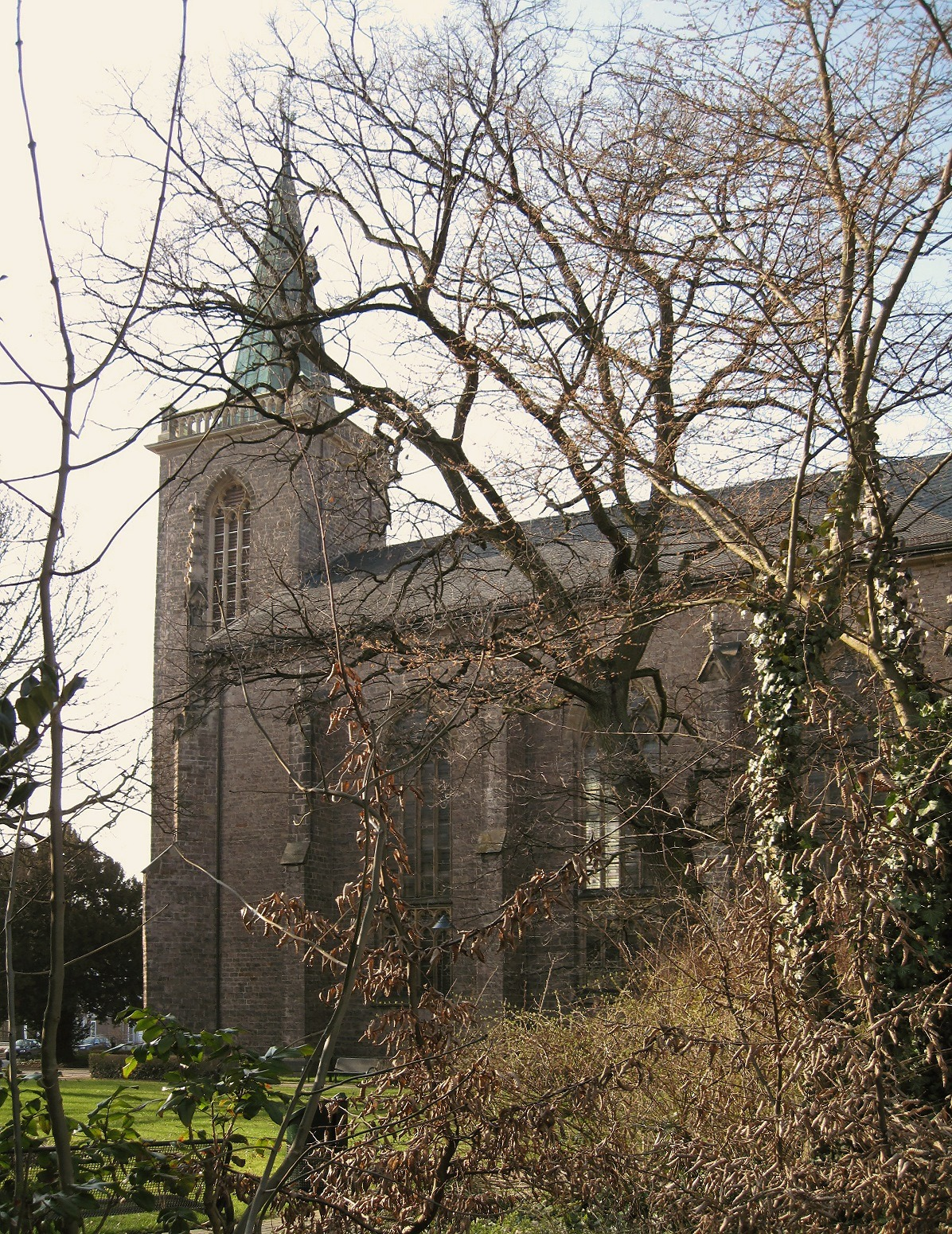
Heilig-Geist-Kirche in Menden, 1861–1864
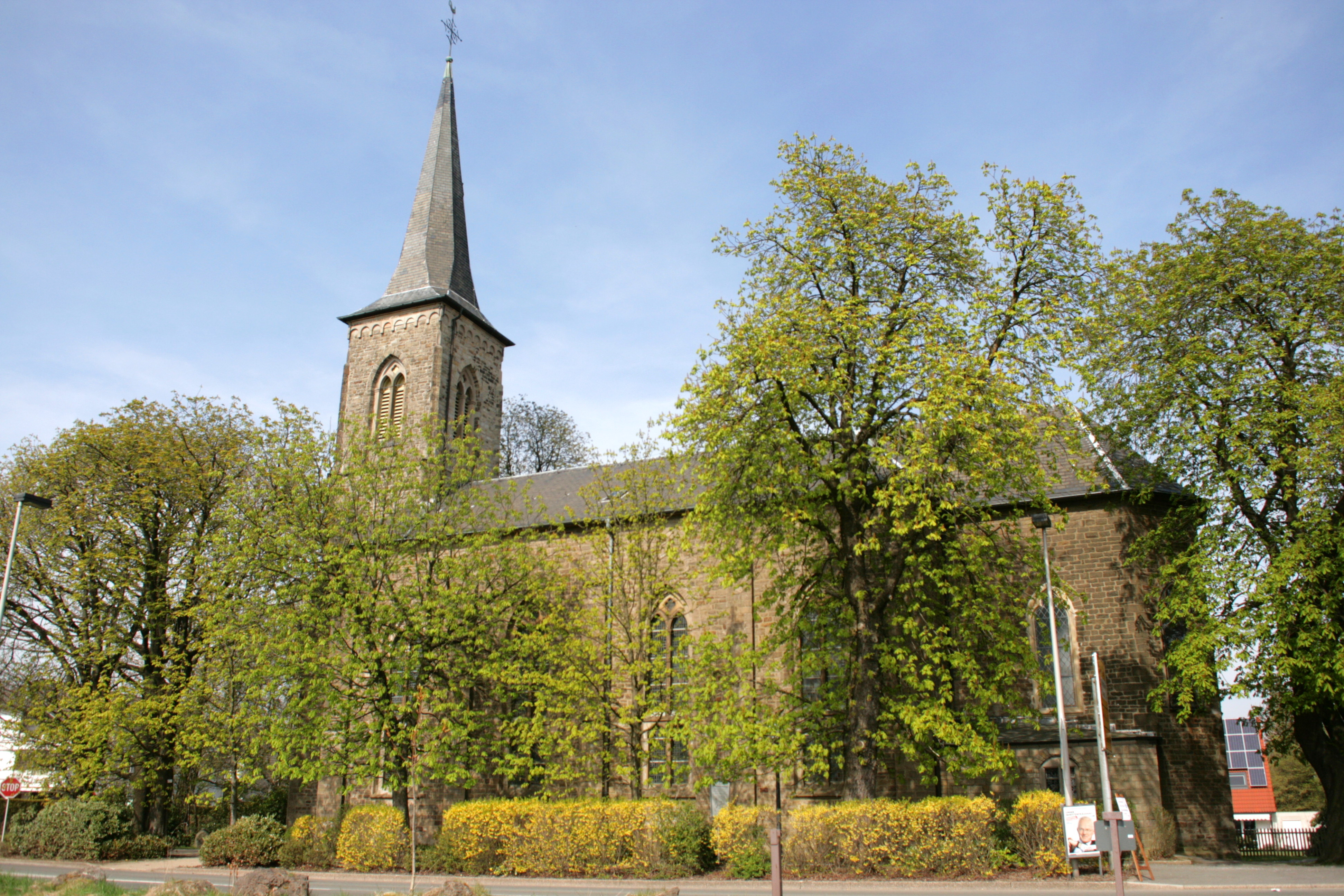
Evangelische Kirche Gennebreck, 1860–1862